# Apriti sesamo

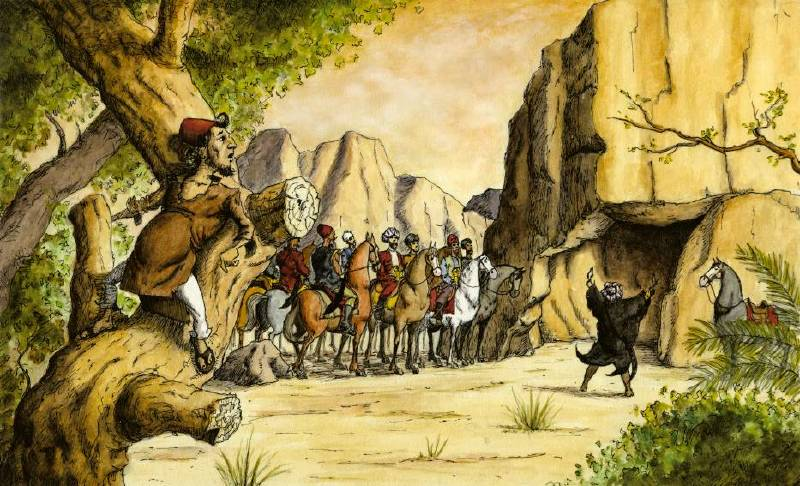
Figurina di Ali Baba che ascolta uno dei ladri pronunciare lapriti sesamo.

«Apriti sesamo» (in arabo افتح يا سمسم‎? iftaḥ yā simsim; in francese: sésame, ouvre-toi) è una formula magica utilizzata nella fiaba di Alì Babà e i quaranta ladroni. Serve per aprire l'ingresso di una caverna dove quaranta banditi hanno nascosto un tesoro. La formula usata per chiudere l'accesso alla caverna è, al contrario, «chiuditi sesamo» (in arabo إقفل يا سمسم‎? iqfil yā simsim; in francese: sésame, ferme-toi).

## Storia
La frase appare per la prima volta nella traduzione de Le mille e una notte di Antoine Galland, scritta tra il 1704 e il 1717, come «sésame, ouvre-toi». Non sono note precedenti versioni orali o scritte della storia. La frase è stata tradotta in inglese in vari modi: «Sesame, Open», «Open, Sesame» e «Open, O Simsim», quest'ultimo nella traduzione di Richard Francis Burton. In italiano viene usata indistintamente come «apriti sesamo» o «sesamo apriti».

## Classificazione
La frase è stata classificata da Stith Thompson come motif D1552.2, ovvero "montagna aperta da formula magica".

## Uso nella fiaba
Nella storia, il taglialegna Alì Babà, mentre sta lavorando nel bosco, sente per caso il capo dei ladroni esclamare «Apriti, sesamo!» e vede aprirsi l'ingresso di una caverna contenente un grande tesoro; successivamente usa la stessa formula per poter entrare e prenderne un po'. Il fratello di Ali Babà, una volta che viene a conoscenza della vicenda, si reca alla caverna ma, una volta entrato, non riesce più a uscirne, non ricordando la formula, confondendo il sesamo con altre piante e rimanendo infine intrappolato nella caverna, dove sarà trovato e ucciso dai ladroni.

## Origine
Esistono numerose teorie in merito all'origine della frase. Infatti, non è certo se la parola "sesamo" si riferisca alla pianta o al seme del Sesamum indicum.
Alcune vecchie teorie rifiutate includono:
- Sesamo come una reduplicazione del termine ebraico šem, nome, oppure un termine derivato dalla cabala che rappresenta il talmudico šem-šamáįm (pronunciato "shem-shamayim"), cioè "nome del paradiso"[5].
- Sesamo connesso alla antiche pratiche magiche babilonesi connesse all'uso dell'olio di sesamo[6].